# Bonifatiuskloster Hünfeld
Das Bonifatiuskloster Hünfeld ist ein römisch-katholisches Kloster der Oblaten der Unbefleckten Jungfrau Maria im osthessischen Hünfeld, die daher auch Hünfelder Oblaten genannt werden. Es wurde 1895 gegründet und beherbergte bis 1971 eine philosophisch-theologische Hochschule. Seither wird es auch als Tagungshaus genutzt und ist das Mutterhaus der 2007 errichteten mitteleuropäischen Ordensprovinz.

## Geschichte
In Hünfeld wurde 1895 die erste Niederlassung der deutschen Ordensprovinz der Oblatenmissionare gegründet. Kirche und die Klosteranlage entwarf der Paderborner Dom- und Diözesanbaumeister Arnold Güldenpfennig. Die Bauarbeiten begannen 1896 und wurden 1900 abgeschlossen. Bis zur Fertigstellung des Klostergebäudes 1899 war die Gemeinschaft im Rathaus der Stadt Hünfeld untergebracht.
Das Kloster entwickelte sich stetig weiter und beherbergte eine philosophisch-theologische Hochschule und eine Ausbildungsstätte für den Ordensnachwuchs. Zeitweise lebten über 140 Scholastiker (Ordensstudenten) sowie 50 Patres und Brüder in Hünfeld. Während des Ersten Weltkrieges diente das Kloster von 1914 bis 1919 als Reservelazarett. 1930 wurde ein Erweiterungsbau errichtet. Im „Dritten Reich“ wurde das Kloster 1941 enteignet und die Oblatenmissionare vertrieben. Die Wiederbesiedelung erfolgte im September 1946 nach dem Ende des Zweiten Weltkriegs. Die Klosterbibliothek war in der Zwischenzeit nach Berlin gebracht worden und kam mit Hilfe US-amerikanischer Soldaten zurück ins Bonifatiuskloster. Sakralgegenstände waren von Bewohnern der Stadt bewahrt worden.
Für die Ausbildung in den Handwerksbetrieben des Klosters wurde 1950 eine Brüderschule eingerichtet. Nachdem 1968 ein Zusammenschluss mit der Theologischen Fakultät Fulda zustande gekommen war, wurde die Ordenshochschule 1971 geschlossen. Die Ausbildung wurde in das Kloster in Mainz-Finthen verlegt. Für das Bonifatiuskloster ergab sich durch diesen Umbruch eine Neuausrichtung als Exerzitien- und Tagungshaus. Seit Mitte der 1970er Jahre beherbergt es das Noviziat der Oblaten. 1981 wurde eine Pflegestation eröffnet, in der pflegebedürftige Oblaten leben. Seit 2003 ist im Kloster das Jugendbüro der Oblaten untergebracht, das die Jugendarbeit in der mitteleuropäischen Ordensprovinz koordiniert. Am 21. Mai 2007 wurde die mitteleuropäische Provinz der Oblaten gegründet und das Bonifatiuskloster deren Mutterhaus.

## Klosterkirche

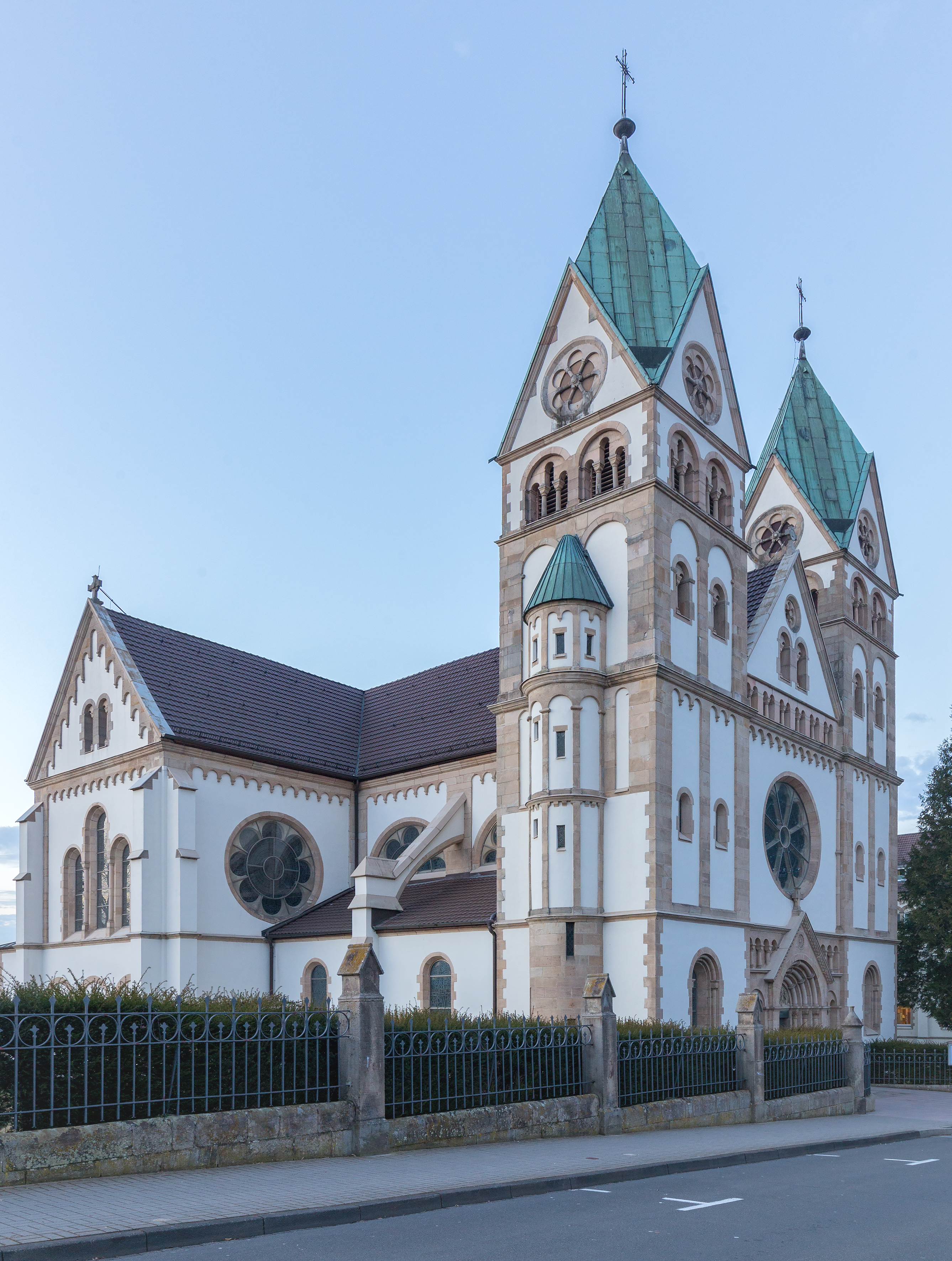
Klosterkirche in Hünfeld

Die Klosterkirche ist eine kreuzförmige, dreischiffige Basilika. Sie steht unter dem Patrozinium des heiligen Bonifatius. Der neoromanische Bau wurde 1897 bis 1900 nach Plänen von Arnold Güldenpfennig erbaut und am 6. April 1900 durch Bischof des Bistums Fulda, Adalbert Endert, geweiht.

### Architektur
Vorbild der Klosterkirche ist eine romanische Kirche in der Bretagne.
An der Südseite befindet sich das Hauptportal, darüber eine Rosette. Die Fassade ist mit Rundbogenfenstern, Lisenen und Friesen reich gegliedert und wird von Doppeltürmen mit Rautenhelmen flankiert.
Die Klosterkirche verfügt über einen separaten Beichtraum, der zu Beichtgespräch und Ohrenbeichte einlädt.

### Ausstattung
Das Kloster besitzt eine kostbare Kreuzreliquie, die in einem massiven Silberkreuzreliquiar eingelassen ist und dem Kloster von der Landgräfin und preußischen Prinzessin Anna von Hessen geschenkt wurde. Von dieser Stifterin befinden sich noch einige wertvolle liturgische Gewänder in der Sakristei.

#### Chorraum
Der Altarbereich wurde mit der Erneuerung der Liturgie umgestaltet. Heute ist der 20 Tonnen schwere Steinaltar das beherrschende Zentral des Chorraumes.
Der Ambo ist in der Form einer Schriftrolle mit zwei Siegeln gestaltet. Das eine Siegel stellt einen Engel mit glühenden Kohlen dar, die er dem Propheten Jesaja auf die Lippen drückt (Vgl. Jesaja 6,4 ). Das soll den Prediger ermahnen mit reinen Lippen das Wort Gottes zu verkündigen. Das zweite Siegel stellt den Ordensgründer Eugen von Mazenod mit seinen Gefährten dar, die ausgesandt sind die Frohe Botschaft des Evangeliums Christi zu verkündigen.
Der Tabernakel hat zwölf Kristallsteine, die das Himmlische Jerusalem und die Gegenwart Gottes symbolisieren. Das Ewige Licht hat die Form einer Kletterpflanze, der Wicke, die in der Rhön oft vorkommt. Sie ist ein Zeichen für unbesiegbares Leben.

#### Fenster
In der Apsis sind drei Glasfenster der Künstlerin Agnes Mann. Sie stellen rechts und links die vier Evangelisten in den Bildern der Apokalypse (Offenbarung 4,3) dar: Löwe, Stier, Mensch, Adler. Im Mittelfenster sieht man das Lamm Gottes, das Christus darstellt, auf einem Buch mit den sieben Siegeln.
Ein sechsteiliger Fensterzyklus von Agnes Mann stellt das Leben des Heiligen Bonifatius dar.

#### Altäre
Die Kirche hat vier Seitenaltäre, die der Heiligen Elisabeth von Thüringen, dem Heiligen Antonius von Padua, dem Heiligen Joseph und der Heiligen Theresa von Ávila geweiht sind. Die Figuren sind als neuromanische Sandsteinplastiken auf der Altarmensa platziert.

#### Glocken
In den Türmen hängen drei Glocken mit den Schlagtönen b (1441), cis und gis (beide 1967).

#### Orgel
In der Klosterkirche befindet sich eine Orgel des Fuldaer Orgelbauers Fritz Clewing. Das zweimanualige Instrument wurde 1903 erbaut und hatte Kegelladen mit mechanischen Trakturen. Es wurde mehrfach restauriert, umgebaut (u. a. Elektrifizierung der Trakturen, Einbau von Kombinationen) und in der Disposition verändert. In den Jahren 2012/2013 wurde die Orgel durch die Firma Jehmlich Orgelbau Dresden umfassend restauriert, reorganisiert und teilweise rückgeführt, sie hat seitdem 32 Register.
| I Hauptwerk C–f3 |             |       |
| 1.               | Bourdon     | 16′   |
| 2.               | Prinzipal   | 8′    |
| 3.               | Hohlflöte   | 8′    |
| 4.               | Dolce       | 8′    |
| 5.               | Gambe       | 8′    |
| 6.               | Oktave      | 4′    |
| 7.               | Flöte       | 4′    |
| 8.               | Quinte      | 2 ⁄3′ |
| 9.               | Oktave      | 2′    |
| 10.              | Cornett III |       |
| 11.              | Mixtur IV   | 1 ⁄3′ |
| 12.              | Trompete    | 8′    |
|                  | Tremulant   |       |

| II Schwellwerk C–f3 |                |       |
| 13.                 | Gedackt        | 16′   |
| 14.                 | Viola          | 8′    |
| 15.                 | Liebl. Gedackt | 8′    |
| 16.                 | Aeoline        | 8′    |
| 17.                 | Vox Coelestis  | 8′    |
| 18.                 | Prinzipal      | 4′    |
| 19.                 | Gedeckt        | 4′    |
| 20.                 | Spitzflöte     | 4′    |
| 21.                 | Offenflöte     | 2′    |
| 22.                 | Sesquialter II | 2 ⁄3′ |
| 23.                 | Mixtur IV      | 2′    |
| 24.                 | Dulzian        | 8′    |
| 25.                 | Oboe           | 8′    |
|                     | Tremulant      |       |

| Pedal C–d1 |               |     |
| 27.        | Prinzipalbass | 16′ |
| 28.        | Subbass       | 16′ |
| 29.        | Gedecktbass   | 8′  |
| 30.        | Cello         | 8′  |
| 31.        | Oktavbass     | 8′  |
| 32.        | Posaune       | 16′ |

- Glockenspiel, Zimbelstern, Kuckuck (im Spieltisch)
- Koppeln: II/I, I/P, II/P, Sub II/I, Sup II/II, Sup II/P
- Walze mit 4 verschiedenen Ebenen A,B,C,D
- 6 feste Kombinationen
- moderne Setzeranlage (als Touchscreen) mit 1 freien und 10 abschließbaren Ebenen à 10.000 Kombinationen, Transpositionseinrichtung, freie Koppeln, Intervallkoppeln, Liedverwaltung, Aufnahme- und Wiedergabefunktion, Geschwindigkeitsregler für die Tremulanten sowie USB-Anschluss

## Klosterleben
Im Kloster leben über 40 Oblaten, darunter Scholastiker, Postulanten und Novizen. Die Patres sind in der Pfarr-, Krankenhaus-, Gefängnis- und Exerzitienseelsorge im Bistum Fulda tätig. Die Brüder arbeiten in den Werkstätten und im Tagungshaus.
Im Kloster sind das Noviziat der mitteleuropäischen Provinz, das Jugendbüro und eine Pflegestation für ältere Oblaten untergebracht.
Das Kloster gilt als ein geistliches Zentrum und hat jährlich rund 15.000 Tagungsgäste. Im Hauptgebäude stehen rund 100 Betten, im Haus „St. Josef“ weitere 50 Betten zur Verfügung.

## Hauskapelle
Das Kloster besitzt eine modern gestaltete Hauskapelle, in der circa 80 Personen Platz haben. Sie dient der Klostergemeinschaft für das Stundengebet. Die Kreuzplastik der Künstlerin Agnes Mann hat das mittelalterliche Motiv des Keltermannes. Das ist Christus, der in der Kelter zermahlen wird und dessen Blut die Welt rettet. Es ist gleichzeitig ein Hinweis auf das Blut Christi, also den eucharistischen Wein der Messfeier. Eine separate Kapelle birgt eine Sammlung von Ikonen.